# Trương Mộng Nhi
Trương Mộng Nhi (tiếng Trung: 张梦儿; bính âm: Zhāng Mèng'er), là một nữ diễn viên Trung Quốc người được biết đến nhiều nhất với vai diễn trong bộ phim Shang-Chi và huyền thoại Thập Luân năm 2021.

## Tiểu sử
Trương là con gái của một diễn viên và một nhà thiết kế sân khấu. Cô lớn lên cống hiến hết mình cho nghệ thuật sân khấu để tiếp bước mẹ mình. Trước khi trở thành một nữ diễn viên chuyên nghiệp, cô đã tham gia các vở nhạc kịch và sân khấu ở Nam Kinh và Thượng Hải. Năm 2009, cô tốt nghiệp Đại học Nghệ thuật Nam Kinh với bằng cử nhân. Cô theo học trường diễn xuất East 15 ở Anh và Học viện nghệ thuật sân khấu Nga ở Moskva.
Năm 2009, Trương tham gia cuộc thi hát Super Girl TV (超级女声) của Trung Quốc và nằm trong số 20 người tham gia hang đầu trên toàn quốc trước khi rút lui vì cha mẹ cô đã sắp xếp việc học thêm ở nước ngoài cho cô. Sau đó, cô đóng vai chính trong nhiều tác phẩm sân khấu, bao gồm cả Oliver Twist, nơi cô đóng vai Dodger. Với vai diễn trong vở kịch sân khấu năm 2019 Tâm trạng buồn (马不停蹄的忧伤), cô đã được đề cử cho Giải Nữ diễn viên chính xuất sắc nhất tại Liên hoan Nhạc kịch Quốc tế Daegu lần thứ 13.
Shang-Chi và huyền thoại Thập Luân là vai diễn điện ảnh chính đầu tay của cô. Trước khi được chọn, cô ấy đã gửi một đoạn băng thử vai cho một vai không xác định trong một bộ phim không xác định dành cho những phụ nữ có thể nói cả tiếng Quan Thoại và tiếng Anh. Sau khi được chọn vào vai Shang-Chi, cô đã được huấn luyện chuyên sâu về võ thuật đóng thế. Trương đã tham gia dàn diễn viên của Thợ săn quái vật cho mùa thứ ba với vai một thợ săn người tên là Milva.
Trương kết hôn với Yung Lee, một nhà thiết kế hành động trên Shang-Chi, vào ngày 10 tháng 5 năm 2021.

## Danh sách phim và chương trình truyền hình

### Phim điện ảnh
| Thời gian | Tên phim                           | Vai diễn              |
| --------- | ---------------------------------- | --------------------- |
| 2021      | Shang-Chi và huyền thoại Thập Luân | Xu Xialing/Từ Hạ Linh |

### Phim truyền hình
| Thời gian | Tên phim         | Vai diễn |
| --------- | ---------------- | -------- |
| CTB       | Thợ săn quái vật | Milva    |